# Екрен (масив)
Планинският масив Екрен (на френски massif des Écrins, известен и под имeто Пелву - Pelvoux) представлява един от най-впечатляващите дялове на Алпите, разположен във Франция. Той не се намира на централното било, а западно от него. Свързва се с останалите масиви само чред седловината Лотарет. Известен е с многобройните си големи ледници. Най-висок връх е Бар-дез-Екрен (4 102 м), който се нарежда на второ място във Франция след върховете от масива Монблан.
Екрен е добре обособено възвишение, оградено от долините на реките Романш, Бон и Гизан (първите в басейна на река Изер). Той е част от т. нар. Дофинийски Алпи. „Никоя част от Алпите не е така изолирана като тази огромна планинска маса“, смятат някои автори. Прорязан е от дълбоки долини - Венеон, Валжуфре, Валсенестр, Валгодемар, Валюаз и Фресиниер. Между тях се оформят скалисти хребети с височина над 3 500 м: Ла Меже, Пелву, Рошей, Комбейно и др. Изходни точки за туристи и скиори са Гренобъл и Бриансон. Част от масива е превърната в национален парк Екрен (1973).
Най-високите върхове са: Бар-дез-Екрен (4 102 м), Дом дьо Неж (4 009 м), Ла Меже (3 983 м), Елфроад (3 954 м), Пелву (3 946 м).